# Pachypanchax omalonotus
Pachypanchax omalonotus је зракоперка из реда Cyprinodontiformes и фамилије Aplocheilidae. 

## Угроженост
Ова врста није угрожена, и наведена је као последња брига јер има широко распрострањење.

## Распрострањење
Мадагаскар је једино познато природно станиште врсте.

## Популациони тренд
Популациони тренд је за ову врсту непознат.

## Станиште
Станиште врсте су слатководна подручја.